# تشارلز باتريك
تشارلز باتريك (13 يناير 1866 بسيدني في أستراليا - 29 نوفمبر 1919) (بالإنجليزية: Charles Patrick)‏ هو لاعب كريكت أسترالي.

## وصلات خارجية
- تشارلز باتريك على موقع إي آس بي آن كريك إنفو (الإنجليزية)